# Чарлс Дилон Перин
Чарлс Дилон Перин (енгл. Charles Dillon Perrine; Стубенвил, 28. јул 1867 — Виља дел Тоторал, 21. јун 1951) био је амерички и аргентински астроном. Добитник Лаландове награде за астрономију из 1897. године.
У периоду од 1893. до 1909. радио је у опсерваторији Лик у Сан Хозеу (Калифорнија), а потом одлази у Аргентину где је постављен на место директора тамошње Националне опсерваторије у Кордоби (од 1909. до 1936).
Открио је два природна сателита Јупитера који су данас познати као Хималија (откривен 1904) и Елара (откривен 1905). Оба сателита су садашње називе добила тек 1975, а у време открића били су познати као Јупитер VI и Јупитер VII. Такође је открио и неколико комета.
Основао је и популаризовао студије астрофизике у Аргентини, а превасходно његовим залагањем саграђен је велики телескоп Боске Алегре у Кордоби (пуштен у рад 1942. године, три године после Периновог пензионисања). 
Након пензионисања остаје у Аргентини, у месташцу Виља дел Тоторал недалеко од Кордобе где је и преминуо 21. јун 1951. у 83. години.